# Форма розподілу

Нормальний розподіл, часто називають "колоколоподібна крива"

У статистиці, поняття форми розподілу ймовірностей виникає в питаннях знаходження відповідного розподілу, який потрібно використати, щоб змоделювати статистичні властивості популяції, враховуючи вибірку з цієї групи населення. Форма розподілу може розглядатися або описово, використовуючи такі терміни, як "J-подібна", або чисельно, використовуючи кількісні показники, такі як перекіс та ексцес.
Considerations of the shape of a distribution arise in statistical data analysis, where simple quantitative descriptive statistics and plotting techniques such as histograms can lead on to the selection of a particular family of distributions for modelling purposes.
Міркування про форму розподілу виникають при аналізі статистичних даних, де проста кількісна описова статистика і методи побудови графіків, таких як гістограми, можуть призвести до вибору в цілях моделювання конкретного сімейства розподілів.

## Описи форми

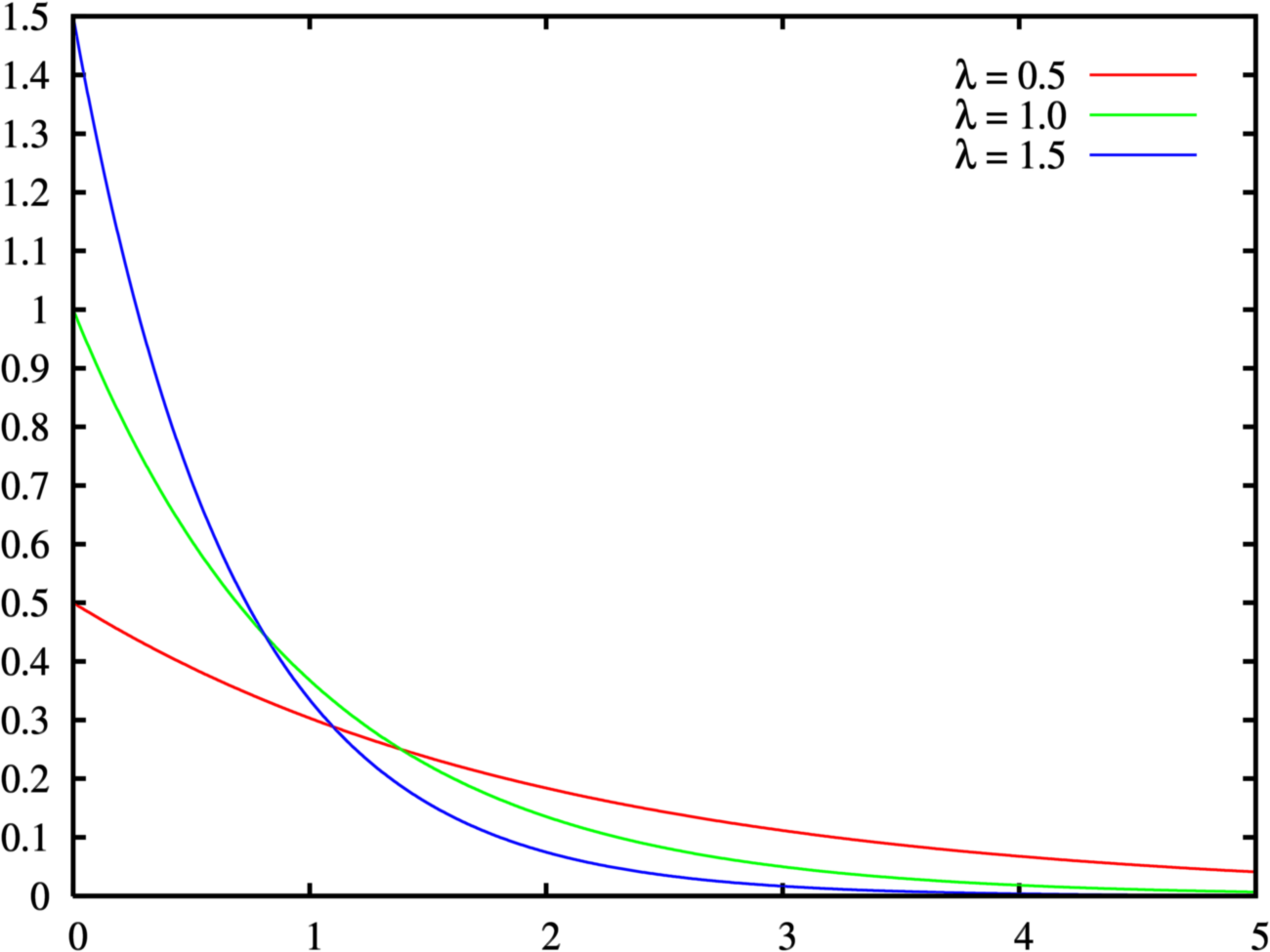
Експоненціальний розподіл

Форма розподілу буде падати десь в континуумі, де плоский розподіл можна було б вважати центральним і де види відхилення включають в себе: бугристу(або унімодальну), U-подібну форму, J-подібну форму, форму, обернену до –J-подібної та мультимодальну. Бімодальний розподіл матиме дві високі точки, а не одну.
Форма розподілу іноді характеризується поведінкою хвостів (як в довгій або короткій хвіст). Наприклад, плоский розподіл, можна сказати, або не має ніяких хвостів, або має короткі хвости. Нормальний розподіл, як правило, розглядається як такий, що має короткі хвости, в той час як експоненціальний розподіл має експоненціальні хвости, а розподіл Парето має довгі хвости.